# Guldmeteoren
Guldmeteoren (franska: La Chasse au météore) är en science fiction-roman av Jules Verne, skriven 1898 och postumt utgiven 1908 (svensk översättning av Gunnar Gällmo, Delta Förlags AB 1974). Boken är en av Vernes mer humoristiska och berättar om flera färgstarka personer. Förutom historien om meteoren berättas flera parallellhistorier.

## Handling
I staden Whaston, Virginia, bodde på 1800-talet två amatörastronomer vid namn mr Dean Forsyth och dr Sydney Hudelson. En dag uppenbarade sig en meteor på himlen. De båda astronomerna blev av en slump de första som upptäckte meteoren. Ett jättebråk utbröt mellan de båda när frågan om vem som skulle få äran för upptäckandet av rymdstenen diskuterades. Men motsättningarna mellan dem blev ännu större när den verkliga sensationen kom ut: att meteoren bestod av rent guld!
Nu var det inte bara Forsyth och Hudelson som gjorde anspråk på meteoren. Jordens alla nationer ville ha sin del av kakan, som beräknades vara värd ca femtusen miljarder franc. Ett storkrig hotade.
Ett stort problem återstod dock: det verkade som om meteoren skulle kretsa runt jorden utan att falla ned. Det problemet löstes dock av den originelle vetenskapsmannen Zéphyrin Xirdal. Han konstruerade en maskin som påverkade meteoren så att den skulle falla ned på en av Xirdal ägd tomt på ön Disko vid Grönlands västkust. Meteoren föll dock ned på ön Upernivik. 

## Verklig motsvarighet
433 Eros är en asteroid i en jordnära bana, beräknad att bland annat innehålla mer guld än vad som hittills utvunnits på jorden. Även denna upptäcktes (en natt 1898) av två olika astronomer. Att Jules Verne (som var en flitig läsare av populärvetenskaplig litteratur) kände till denna asteroid kan inte uteslutas.